# 12×2, Poésie contemporaine des deux rives
 (décembre 2023).
Si vous disposez d'ouvrages ou d'articles de référence ou si vous connaissez des sites web de qualité traitant du thème abordé ici, merci de compléter l'article en donnant les références utiles à sa vérifiabilité et en les liant à la section « Notes et références ».
12×2, Poésie contemporaine des deux rives est une revue de poésie créée en 2003 qui s'attache à promouvoir l'échange, l'ouverture et le dialogue entre les cultures. Chaque numéro rassemble 12 auteurs d'Algérie et 12 auteurs d'une autre rive.

## Lancement
La revue a été créée par Teric  Boucebci, poète coorganisateur - au titre de la fondation Boucebci -  de l'événement "poésie plurielle" dans son unique édition de 2003, et  Abderrahmane  Djelfaoui, poète coorganisateur de la manifestation Poètes du désert (2006).

## Contributions
À ce jour, cet espace destiné à la rencontre a réuni au cours de 4 numéros des poètes d'Algérie et d'autres rives et rendu hommage à Djamel Amrani, Jamel Eddine Bencheikh, Himoud Brahimi et Jean Malrieu.

### Poètes d'Algérie
Azwaw, Ismail Abdoun, Mohand Abouda, Ouahiba Aboun-Adjali, El Mehdi Acherchour, Hafida Ameyar, Djoher Amhis-Ouksel, Ahmed Azeggagh, Mohamed Badaoui, Abdelaziz Bennaï, Meriem Beskri, Inaam Bioud, Aïcha Bouabaci, Téric Boucebci, Rachid Boudjedra, Beida Chikhi, Abderahmane Djelfaoui, Rabia Djelti, Madjid Kaouah, Mohamed El Ouahed, Yamilé Haraoui-Ghebalou, Amine Khan, Miloud Khizar, Nacera Hallou, Lazhari Labter, Zineb Laouedj, Hamid Nacer-Khodja, Samira Negrouche, Jean Sénac, Malika Tablit, Habib Tengour, Hamid Tibouchi, Mourad Yelles, Younil, keltoum staali, Rénia Aouadène.

### Poètes d'Autres rives
José Acquelin, Claude Beausoleil, Serge Bec, Gérard Blua, Jacques Brault, Eric Brognier, Nicole Brossard, Yves Broussard, Stéphane Despatie, Pierre Dhainaut, Kim Doré, Hélène Dorion, Marc Dugardin, Louise Dupré, Gérard Engelbach, Rose-Marie François, Madeleine Gagnon, Brigitte Gyr, Benoit Jutras, Marie-Paule Lapointe, Daniel Leuwers, Jacques Lovichi, Philippe Mathy, Bernard Mazo, François Montmaneix, Andréa Moorhead, Yves Namur, Carl Norac, Lucien Noullez, Joseph Orban, Jean Poncet, Bernard Pozier, Marie-Clothilde Roose, Dominique Sorrente, Pierre-Yves Soucy, Jean-Claude Tardif, Frédéric Jacques Temple, Jean-Max Tixier, André Ughetto, Jean-Claude Villain, Liliane Wouters, Jean-Claude Xuereb.

## Diffusion
La revue est disponible dans différents lieux de culture dont la Bibliothèque nationale d'Algérie. Elle est diffusée en Algérie dans les librairies.